# Ramkola
Ramkola là một thị xã và là một nagar panchayat của quận Kushinagar thuộc bang Uttar Pradesh, Ấn Độ.

## Địa lý
Ramkola có vị trí 26°54′B 83°50′Đ / 26,9°B 83,84°Đ Nó có độ cao trung bình là 75 mét (246 feet).

## Nhân khẩu
Theo điều tra dân số năm 2001 của Ấn Độ, Ramkola có dân số 13.333 người. Phái nam chiếm 53% tổng số dân và phái nữ chiếm 47%. Ramkola có tỷ lệ 57% biết đọc biết viết, thấp hơn tỷ lệ trung bình toàn quốc là 59,5%: tỷ lệ cho phái nam là 69%, và tỷ lệ cho phái nữ là 45%. Tại Ramkola, 15% dân số nhỏ hơn 6 tuổi.